# Cyclocephala forcipulata
Cyclocephala forcipulata är en skalbaggsart som beskrevs av Henry Fuller Howden och Endrodi 1966. Cyclocephala forcipulata ingår i släktet Cyclocephala och familjen Dynastidae. Inga underarter finns listade i Catalogue of Life.